# Rokurokubi
Rokurokubi (ろくろ首, rokuro-kubi) é um youkai japonês. Durante o dia eles têm uma aparência humana, mas durante a noite eles ganham a habilidade de esticar o pescoço, alcançando uma grande altura. Eles também podem mudar a face para uma face de oni para espantar os mortais mais facilmente. Lafcádio Hearn comete um erro no seu livro Kwaidan: Stories and Studies of Strange Things, e confunde essas criaturas com Nukekubi.

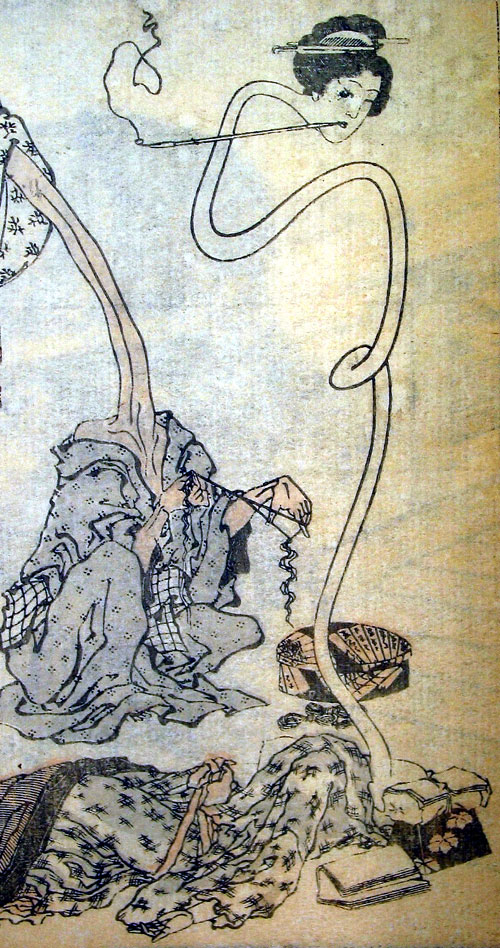
Ilustração de Katsushika Hokusai.

Durante o dia, os rokurokubi aproveitam a forma humana para viver sem ser notado pelos humanos. Vários rokurokubi se acostumam a viver na sociedade mortal, criam planos e escondem suas formas demoníacas. Eles são metamorfos por natureza, e geralmente não resistem e espionam a vida dos humanos. Algumas vezes os rokurokubi revelam sua forma verdadeira para os alcoólatras, bobos da corte, pessoas dormindo, ou cegos. Alguns aumentam seus pescoços enquanto dormem como uma ação involuntária.
Em algumas lendas, rokurokubi são pessoas normais que foram transformadas pelo karma ou por quebrarem vários conceitos budistas. Em outros contos os rokurokubi comem pessoas e bebem sangue humano.
Tanuki as vezes imitam rokurokubi quando estão pregando peças nas pessoas.